# وليم عبيد
وليم عبيد عالم مصري في الرياضيات، وخبير طرق تدريس. أستاذ بكلية التربية جامعة عين شمس وخبير بمركز تطوير تدريس العلوم. وعمل أستاذا بجامعة الكويت ورئيس لجنة الرياضيات بنفس الجامعة.

## دراسته ومناصبه
- حصل على الدكتوراه من جامعة ميتشيجان أن أربور – الولايات المتحدة.[بحاجة لمصدر]
- وكان رئيس الجمعية المصرية لتربويات الرياضيات. [بحاجة لمصدر]
- خبير أسبق بمركز تطوير تدريس العلوم – جامعة عين شمس – العباسية – القاهرة. [بحاجة لمصدر]
- عمل أستاذا ورئيس لجنة الرياضيات بجامعة الكويت.[4]
- الوكيل الأسبق لكلية التربية بجامعة عين شمس.[9]

## مؤلفاته
صدر له العديد من الكتب والبحوث في رياضيات ما قبل الجامعة وطرق تدريس الرياضيات، نذكر:
- تربويات الرياضيات[10]
- تعليم الرياضيات لجميع الأطفال في ضوء متطلبات المعايير وثقافة التفكير[11][12]
- قصة الرياضيات[13]
- من يخاف الرياضيات[14]
- تعليم وتعلم الرياضيات في المرحلة الابتدائية
- التفكير والمنهاج المدرسى[15][16]
- استراتيجيات التعليم والتعلم في سياق ثقافة الجودة[17][18]

## وفاته
توفي عام 2012م بعد رحلة عطاء متميزة أثرى فيها المكتبة العربية بالعديد من الكتب والمقالات العلمية إلى جانب مدرسة علمية متميزة.